# Luc Choquer
Pour les articles homonymes, voir Choquer.
 (janvier 2022).
Si vous disposez d'ouvrages ou d'articles de référence ou si vous connaissez des sites web de qualité traitant du thème abordé ici, merci de compléter l'article en donnant les références utiles à sa vérifiabilité et en les liant à la section « Notes et références ».

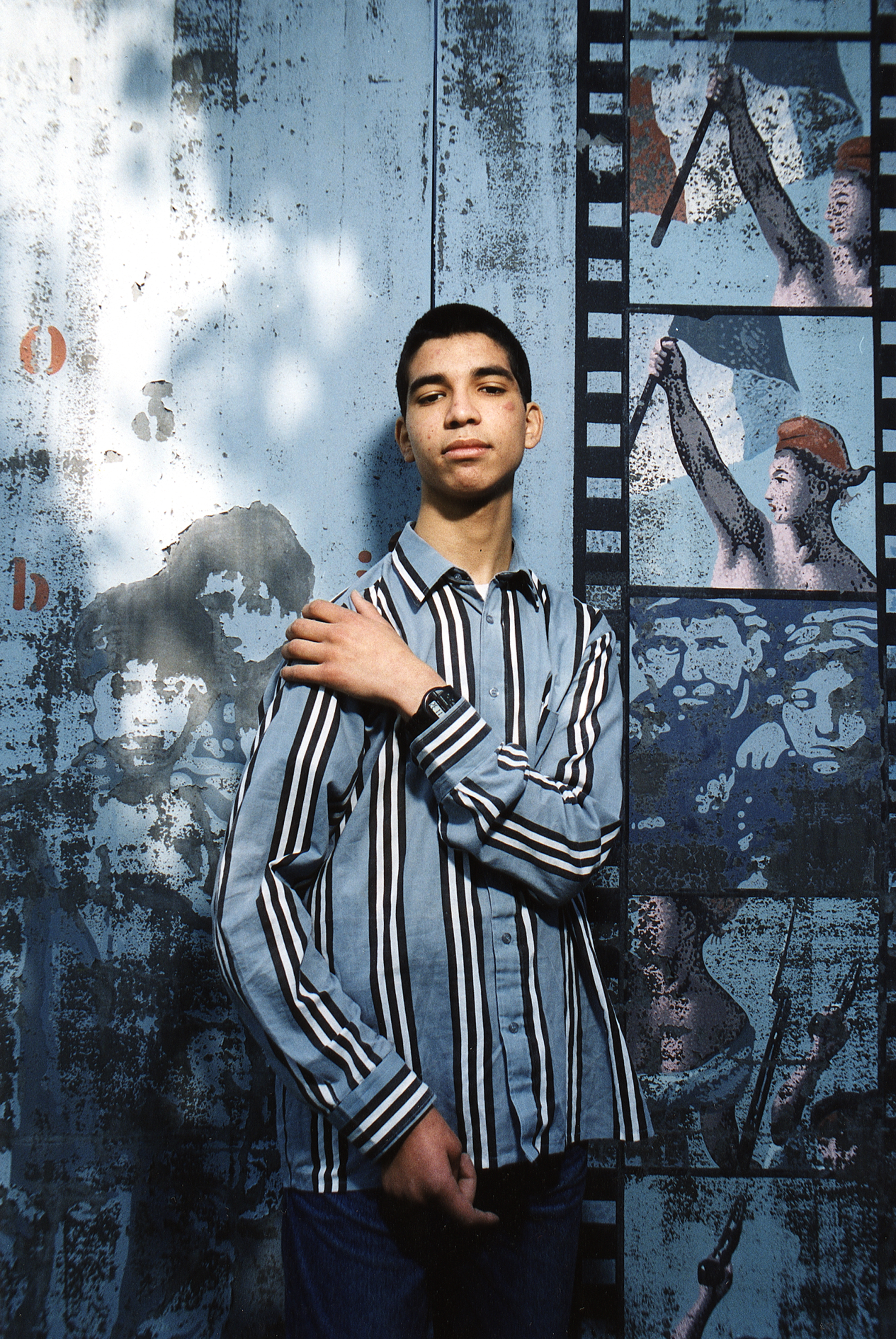
Faouzi, collégien de Seine Saint-Denis (2007)

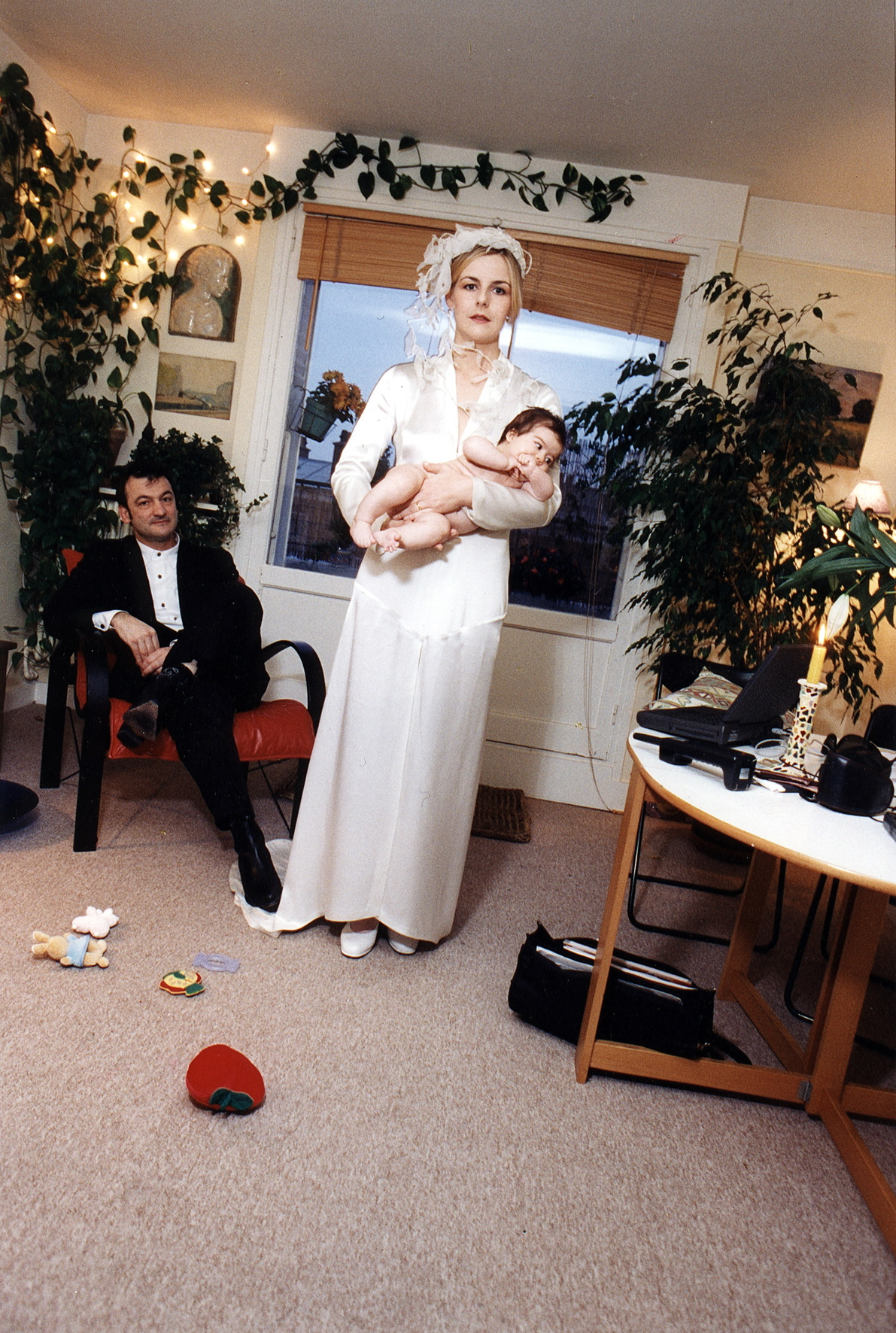
Portrait de français (1996)

Luc Choquer est un photographe français, né le 15 novembre 1952 à Saint-Leu-la-Forêt. 
Il a obtenu le prix Niépce en 1992. 

## Biographie
Luc Choquer achève en 1969 ses études secondaires en préparation à une carrière dans la Marine marchande avant de s’orienter vers une formation universitaire et des études de psychologie. Titulaire en 1975 d’un diplôme d’animateur socio-culturel, il s’engage dans une association d’aide aux délinquants et toxicomanes.  
En 1979, il commence à s’intéresser à la photographie et plus particulièrement aux œuvres de Robert Frank, de William Klein et de Diane Arbus. Luc Choquer décide à l’âge de 28 ans de devenir lui-même photographe, s’exerçant d’abord à la photographie de rue dans Paris. Il signe en 1980 les images d’un sujet paru dans Libération, sur le premier village de Pologne rallié au syndicat Solidarność. Commence dès lors une collaboration suivie avec plusieurs magazines, notamment Libération, Actuel, Marie Claire, Time magazine et GEO. 

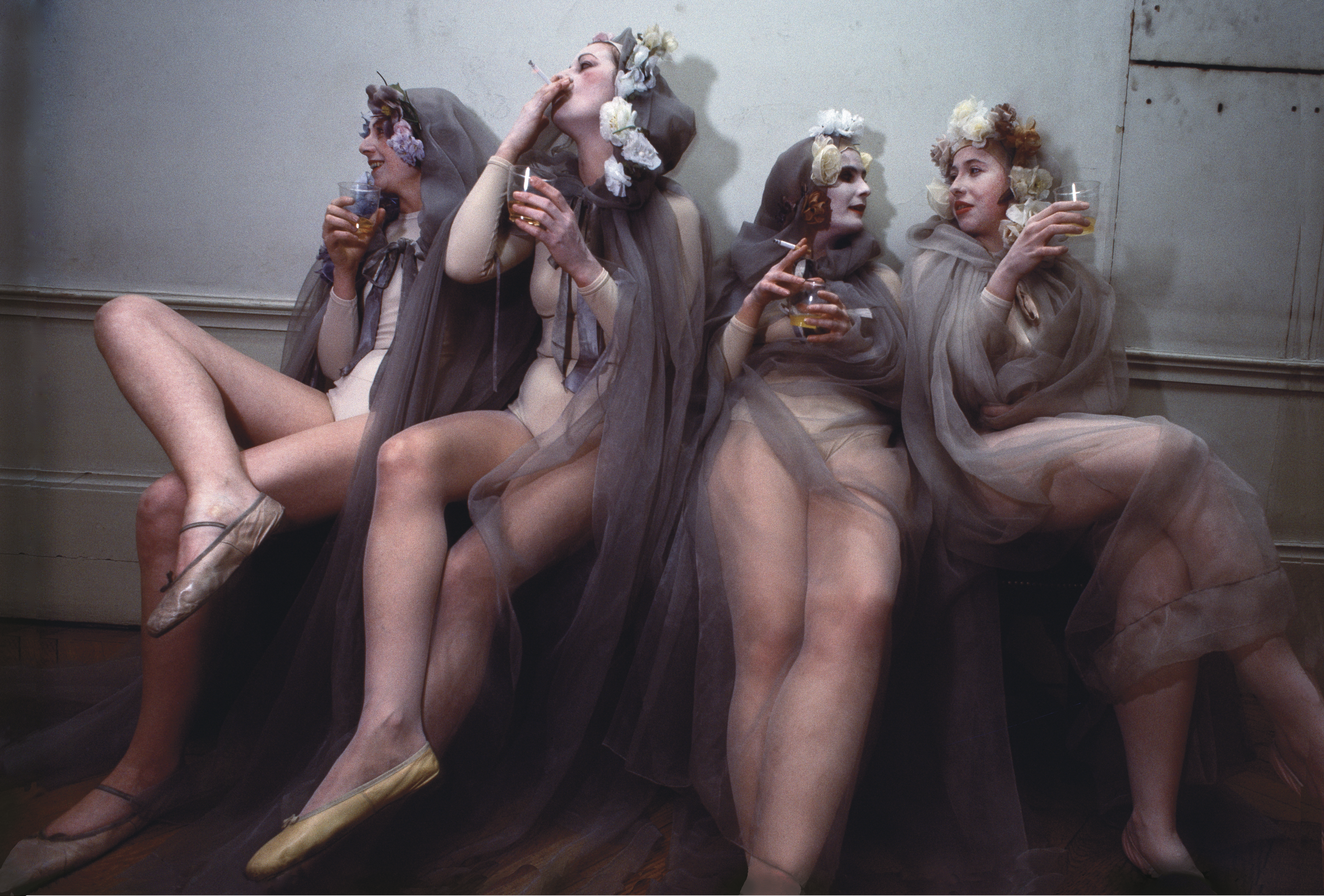
Coulisses du Palais Garnier (1988).

La couleur, dont la presse magazine se montre de plus en plus grande consommatrice, oriente bientôt la démarche esthétique de Luc Choquer. Un premier exercice de style sur la France profonde reçoit en 1985 le prix Kodak de la critique photographique. L’année 1986 marque un tournant dans la carrière de Choquer qui intègre l’agence de presse VU, voit son travail figurer au programme du Mois de la photo 1986 et obtient la bourse de la Fondation Angénieux pour son projet sur la banlieue parisienne.
Remarqué pour le style original de ses photographies, Luc Choquer cumule dès lors les commandes institutionnelles ou culturelles et résidences d’artiste. Avec quelques confrères, il quitte en 1988 l’agence VU pour fonder un collectif intitulé METIS. Planète France, son premier ouvrage monographique, paraît en 1989, portrait en couleur d’une société visitée en ses couches sociales, ses villes, ses banlieues et sa ruralité. Le projet élaboré sur les jeunes femmes russes de la Perestroïka reçoit en 1991 le prix de la Villa Médicis hors les murs qui finance sa réalisation et Ruskaïa, le livre publié l’année suivante aux éditions Marval connaît un succès de librairie avant de devenir pièce de collection. 
Lauréat en 1992 du prix Niépce, Luc Choquer bénéficie la même année de sa première exposition rétrospective au Centre national de la photographie. Reconnu comme une des signatures de la photographie contemporaine en France, Luc Choquer commence en 1993 à enseigner à l’Université Paris-VIII, et rejoint en 1995 le projet d’édition du Conservatoire du littoral français avec un essai photographique sur l’archipel des Sept-Îles, en Bretagne. L’exposition Regard social, regard d’artiste, montrée aux Rencontres d’Arles, 1995, fait la synthèse de l’orientation sociologique que Choquer a imprimée de bonne heure à son travail de photographe.
Après un détour en 1997-1998 par la photographie de mode et le cinéma de court métrage, Luc Choquer entreprend en 2000 son investigation sur les Français, qui l’occupera sur sept années, entrecoupées de travaux à l’étranger, en particulier sur les autochtones : Inuits (Nord Canada), Himbas (Namibie) et Lacandons (Chiapas, sud Mexique). Cette investigation aboutira en 2007 à l’exposition Portraits de Français au musée du Montparnasse et à la publication d’un livre éponyme aux éditions de La Martinière. 
Choquer, qui intègre en 2009 l’agence Signatures, continue son investigation par un travail sur Paris, qui donnera lieu à la parution d’un livre Les Parisiens aux éditions Terre bleue, en parallèle, il effectue une résidence d’artiste sur la RN 10, qui traverse les Landes, l’un des passages obligés pour poids lourds et touristes, du nord au sud de l’Europe. Le même regard non convenu sera porté sur Berdine dans le Luberon, refuge d’anciens alcooliques et de toxicomanes. Le thème de la jeune femme confrontée à son environnement culturel, politique et religieux rejoint la quête photographique que Luc Choquer continue de mener. Son projet sur la condition des femmes turques d’Istanbul de toutes confessions, entre modernité et islamisme, lui vaut d’obtenir le prix Hors les murs en 2013 et de participer à l’exposition collective consacrée au thème de la Méditerranée par la galerie Agnès b. pour le Mois de la photo à Paris 2014.
Luc Choquer partage sa vie avec la photographe Marie-Paule Nègre.

## Résidences d’artistes.
2018, Commence un nouveau projet : « Brumes, l’esprit vagabond ».
2019, Commence une collaboration bénévole avec le Café culturel et solidaire de Montrouge, le « Schmilblick », sur le thème : « Comment exprimer, en image, sa sensibilité et son ressenti profond sur le monde qui nous entoure ? ».

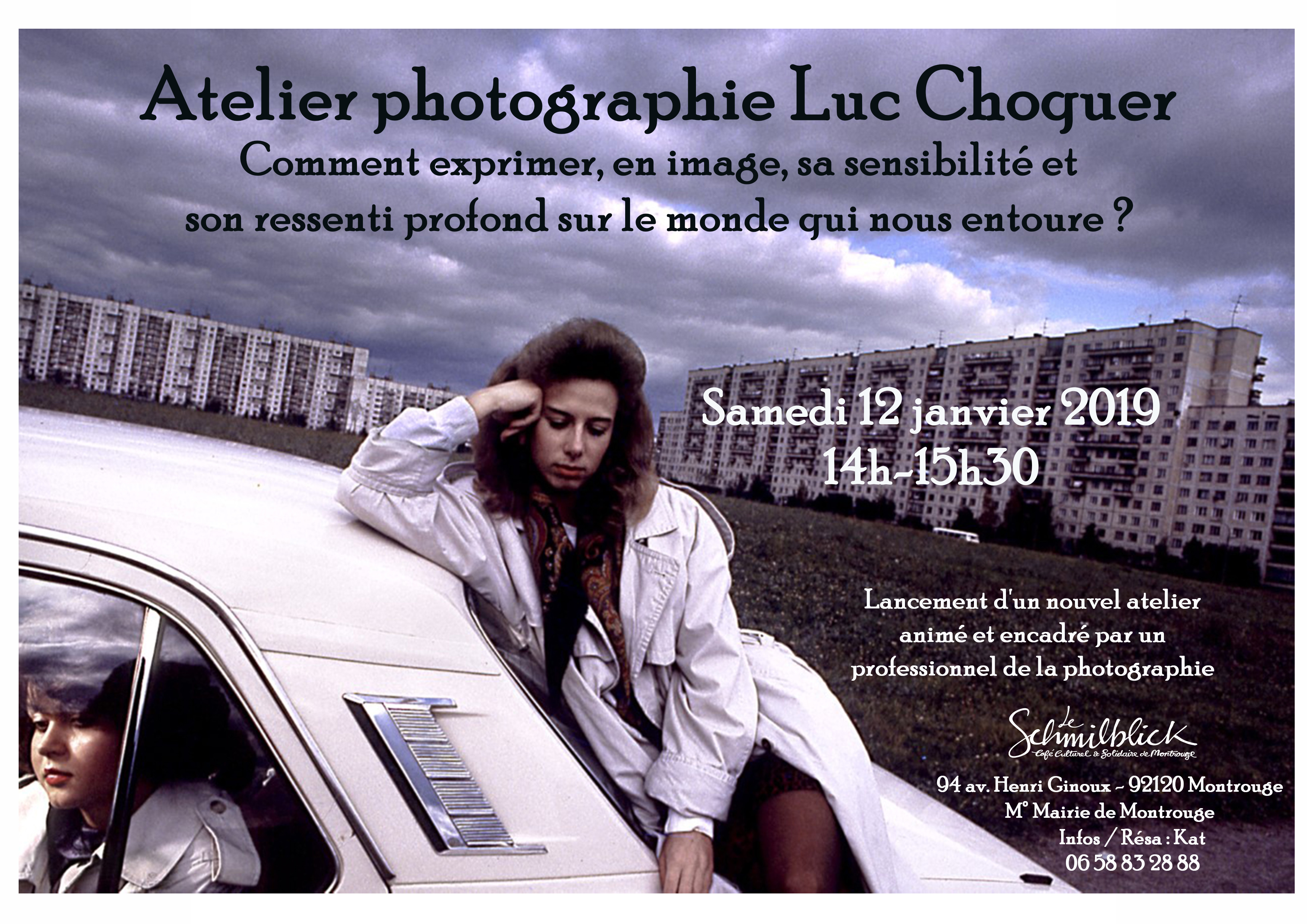
Banlieue de Saint Pétersbourg, photo issue du livre RUSKAIA, éditions Marval, 1992.

## Expositions
- 1986 : L’avant-Musée, Paris (Mois de la photo)
- 1989 : Paris, Tokyo (Galerie Bunkamura)
- 1990 : Le Velvet Underground et New York, Fondation Cartier.
- 1992 : Palais de Tokyo, Prix Niepce.
- 1995 : Regard social -regard d’artiste, Rencontres d’Arles
- 2002 : Mois de la photo à Paris, Salvador, Nicaragua
- 2007 : Portraits de Français, Musée du Montparnasse, Paris
- 2008 : Galerie Agathe Gaillard «Python»
- 2010 : Maison européenne de la photographie
- 2011 : « Les Parisiens », Galerie Agathe Gaillard
- 2013 : Berdine, Rencontres d’Arles
- 2014 : « Tout est fragile », Galerie fait & Cause et Femmes d’Istanbul, Galerie agnès b.
- 2016 : « Déraisonnable », Galerie Agathe Gaillard.
- 2019 : Exposition à l’abbaye de Daoulas.
- 2019 : Exposition à la Galerie Le Lieu à Lorient.
- 2020 : Exposition vintages Ruskaïa à La Galerie Rouge (anciennement galerie Agathe. Gaillard)
- 2021 : « Moments de Grâce », avec Marie-Paule Nègre, La Galerie Rouge, Paris[1]

## Ouvrages

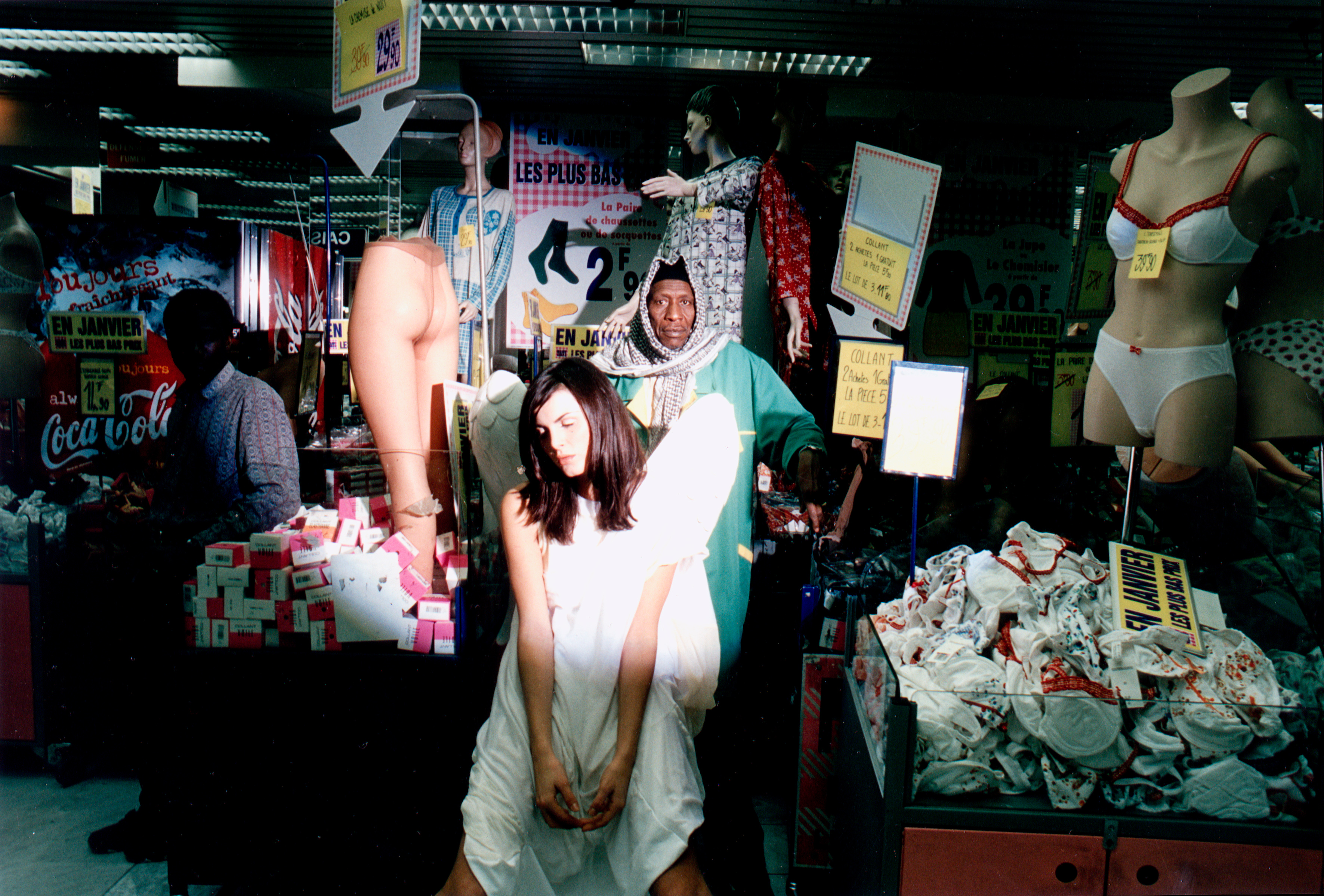
Un ange chez Tati (2000), série de mode

- Planète France, (texte de Didier Daeninckx), Contrejour, Paris, 1989  (ISBN 9782859490898)
- Ruskaïa, (texte de Bernard Frédérik), Marval, Paris, 1992  (ISBN 9782862341095)
- Portraits de Français, La Martinière, Paris, 2007  (ISBN 9782732435541)
- Les vieux - Histoire muette du troisième âge, Anabet, Paris, 2009  (ISBN 9782352660330)
- Les Parisiens, texte de  Anna Alter, éditions Terre bleue, Paris, 2011  (ISBN 978-2-909953-12-0)
- Femmes d’Istanbul (préface de Jean Rouaud, prix Goncourt), éditions Elocoquent, Paris, 2019.